# Todor Borow

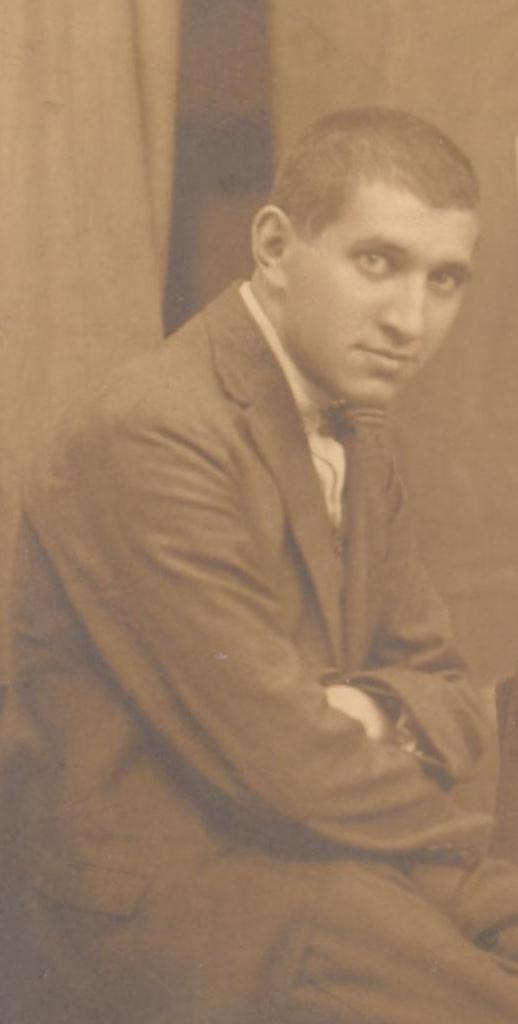
Todor Borow

Todor Borow, eigentlich Todor Zwetanow Todorow (bulgarisch Тодор Боров; * 30. Januar 1901 in Lom; † 27. Mai 1993 in Sofia) war ein bulgarischer Bibliograph, Literatur- und Bibliothekswissenschaftler.

## Leben
Borow studierte zunächst in Sofia Slawistik und ging dann nach Berlin, um dort von 1924 bis 1927 Bibliothekswissenschaften zu studieren. 1947 wurde er Professor an der Universität Sofia. Er war von 1941 an Direktor des Bulgarischen Bibliographischen Instituts, bis es 1964 der Bulgarischen Nationalbibliothek in Sofia angeschlossen wurde.
Todor Borow trat als Initiator und Leiter der Erarbeitung bibliographischer Nachschlagewerke hervor.